# 武夷路 (上海)
武夷路是中国上海市长宁区东部的一条街道，也是长宁区历史风貌街区。该路东西走向，东起延安西路，西至中山西路。全长1775米，宽18.2米到18.8米。武夷路中的约800米路段是上海64条永不拓宽的马路之一。

## 歷史
武夷路原名谆信路（Tunsin Road），修筑于1925年，属于上海公共租界越界筑路。1943年汪精卫政府接收租界时改名武夷路，得名于福建省武夷山。1954年，道路向西延伸至中山西路。
2016年起，上海长宁区當局对武夷路从开始启动整体规划和更新对策研究。

## 周邊
武夷路沿路为上海的住宅区，如武夷路127号、466弄汤山村等。前者今为比利时领事官邸。沪西体育场亦设于该路。
2019年9月，武夷路城市更新首个项目在武夷路295号亮相。
位于武夷路155号的新象限·武夷为仪电集团下属“上海第四电表厂”旧址，為一個产业园区，占地面积3774平方米，建筑面积约1.2万平方米，由5幢建筑组成。2021年6月，“新象限·武夷”正式开工。2024年1月初，新象限·武夷建成。